# سیارک ۲۵۰۵۸
سیارک ۲۵۰۵۸ (به انگلیسی: 25058 Shanegould، نامگذاری:1998QO63) بیست و پنج هزار و پنجاه و هشتمین سیارک کشف شده‌است که در ۲۵ اوت ۱۹۹۸ کشف شد.
قدر مطلق سیارک برابر ۱۱.۲ است.